# Larbont
Larbont ist eine französische Gemeinde mit 60 Einwohnern (Stand 1. Januar 2022) im Département Ariège in der Region Okzitanien. Sie gehört zum Arrondissement Saint-Girons und zum Kanton Couserans Est.
Nachbargemeinden sind La Bastide-de-Sérou im Norden, Nescus im Osten, Alzen im Südosten, Montagagne im Süden und Esplas-de-Sérou im Westen.

## Bevölkerungsentwicklung
| Jahr                       | 1962 | 1968 | 1975 | 1982 | 1990 | 1999 | 2008 | 2016 |
| -------------------------- | ---- | ---- | ---- | ---- | ---- | ---- | ---- | ---- |
| Einwohner                  | 88   | 53   | 38   | 24   | 43   | 47   | 39   | 54   |
| Quellen: Cassini und INSEE |      |      |      |      |      |      |      |      |